# Diplotaxis statura
Diplotaxis statura är en skalbaggsart som beskrevs av Mont A. Cazier 1940. Diplotaxis statura ingår i släktet Diplotaxis och familjen Melolonthidae. Inga underarter finns listade i Catalogue of Life.